# Beggars Banquet Records
Beggars Banquet Records is een Brits onafhankelijk platenlabel dat begon als winkelketen in Londen. In 1977 richtten de twee winkeleigenaren het platenlabel op. Zij verkochten punk- en newwave-platen.

## Artiesten
- The Lurkers (de eersten die werden gecontracteerd; actief sinds 1976)
- Gary Numan/Tubeway Army (1979-1980)
- Biffy Clyro (1995)
- Buffalo Tom (1987-heden)
- The Charlatans (1989)
- The Cult (jaren 80/90 tot heden)
- The Go-Betweens (1977/1978)
- Luna (1991)
- The National (1999-heden)
- St. Vincent (1982)
- Tindersticks (1991/1992 tot heden)

## Stopzetting
In 2008 stopte Beggars Banquet met het contracteren van artiesten; het label brengt nog slechts heruitgaven uit onder de naam Beggars Arkive. Uit Beggars Banquet Records kwam The Beggars Group voort, met onder haar vleugels labels als Matador Records, Rough Trade Records, 4AD, XL Recordings en Beggars Arkive.